# Boureima
Boureima ist ein westafrikanischer männlicher Vorname, der selten auch als Familienname vorkommt.

## Namensträger

### Vorname
- Boureima Badini (* 1956), burkinischer Jurist, Politiker und Sportfunktionär
- Boureima Maïga (* 1983), burkinischer Fußballspieler
- Moussa Boureima Ouattara (* 1981), burkinischer Fußballspieler
- Boureima „Vieux“ Farka Touré (* 1981), malischer Sänger und Gitarrist

### Familienname
- Abdallah Boureima (* 1954), nigrischer Manager und Politiker
- Ada Boureïma (* 1945), nigrischer Schriftsteller
- Boubacar Boureima (Maler) (* 1950), nigrischer Maler
- Boubacar Boureima (Diplomat) (* 1958), nigrischer Diplomat
- Moumouni Boureima (* 1952), nigrischer General, Politiker und Diplomat